# Der Tagesspiegel
Der Tagesspiegel ("El mirall quotidià", lema: "rerum cognoscere causes", o "per conèixer les causes de les coses") és un periòdic alemany liberal clàssic. Fundat el 27 de setembre de 1945 per Erik Reger, Karsch Walther, i Redslob Edwin, l'oficina principal del Tagesspiegel es troba a la Potsdamer Strasse de Berlín, al barri de Tiergarten, a menys d'un quilòmetre de la Potsdamer Platz i l'antiga ubicació del Mur de Berlín. També té oficines regionals de corresponsals a Washington DC i Potsdam. És l'únic diari important de la capital que ha augmentat el seu tiratge -ara 148000- des de la reunificació.
Durant més de 45 anys, Der Tagesspiegel fou propietat d'una organització independent. El 1993, en resposta a un entorn cada vegada més competitiu en la premsa, i per atreure les inversions necessàries per a la modernització tècnica, com l'encàrrec d'una nova planta d'impressió i la millora de la distribució, va ser comprat pel Grup Editorial Holtzbrinck. El seu editor actual és Stefan von Holtzbrinck, i té cinc caps de redacció, Stephan-Andreas Casdorff i Lorenz Maroldt, que es va destacar per utilitzar la desafortunada frase "Entartete" (degenerada) Werkstatt der Kulturen, en descriure una institució cultural multiètnica a Berlín. Pierre Gerckens, Giovanni di Lorenzo i Hermann Rudolph són els editors del diari. Entre els columnistes més notables hi trobem Bas Kast i Harald Martenstein.
El gruix dels lectors del diari es troben en la meitat occidental de la ciutat, a causa del bloqueig del 1948, que va interrompre la seva circulació a Berlín Oriental i Brandenburg. El diari ha estat redissenyat recentment, amb la introducció de més color i una lletra més clara. El 2005 va ser guardonat amb el premi World's Best-Designed Newspapers per part de la Society for News Design de Nova York. És propietat de Verlag Der Tagesspiegel GmbH, un membre del Grup Editorial Holtzbrinck, i està associat amb The Wall Street Journal Special Editions.
El 2007 i 2008, el corresponsal de Der Tagesspiegel a Washington DC, Christoph von Marschall, fou notícia, tant a Alemanya com als Estats Units, per la seva cobertura de la campanya presidencial de Barack Obama. Va escriure un llibre titulat Barack Obama - Der schwarze Kennedy. La traducció literal del seu títol en alemany és "Barack Obama -El Kennedy negre". El seu llibre fou un súper vendes a Alemanya, on altres comentaristes també havien comparat els dos presidents.
L'any 2009, Dieter von Holtzbrinck comprà Der Tagesspiegel i Handelsblatt a Holtzbrinck.